# Terebripora ramosa
Terebripora ramosa är en mossdjursart som beskrevs av D'Orbigny 1842. Terebripora ramosa ingår i släktet Terebripora och familjen Terebriporidae. Inga underarter finns listade i Catalogue of Life.